# 34.788%…Complete
34.788 %…Complete (с англ. — «34.788%...Завершено») — пятый студийный альбом британской дум-метал группы My Dying Bride, выпущенный 6 октября 1998 года лейблом Peaceville Records. Это последний студийный альбом, в записи которого участвовал гитарист Кэлвин Робертшоу — он стал тур-менеджером группы, и был заменён Хэмишем Гленкроссом. Позже он ненадолго вернётся в состав группы во время записи альбома Feel the Misery (2015 г.); также это единственный альбом, над которым работал барабанщик Билл Лоу.
Звучание альбома более экспериментальное и демонстрирует переход к более электронному стилю музыки, чем не пользовался популярностью у поклонников группы My Dying Bride. В дальнейшем от подобного подхода группа решила отказаться.

## Предыстория
В 1997 году My Dying Bride отправилась в турне с Therion, Sentenced, Orphanage и Dark в рамках фестиваля Out of The Dark III. Впоследствии группа также отправилась в Соединённые Штаты, чтобы быть на разогреве у группы Dio в турне. В случае с My Dying Bride тур продолжался всего несколько недель, после чего им пришлось уйти, когда барабанщик Рик Миа покинул группу по причине болезни. Билл Лоу (бывший член группы Dominion) занял должность барабанщика. Группа начала писать новый материал для альбома. В течение нескольких месяцев клавишник Мартин Пауэлл не появлялся на репетициях, и поэтому на альбоме не звучали скрипки. С другой стороны, группа также хотела изменить музыкальный стиль в другом направлении, и скрипки, казалось, стали слишком старомодными. Аарон Стейнторп объяснил в интервью, что, по его мнению, это также было одной из причин, по которой Пауэлл покинул группу в 1998 году. Поэтому Ясмин Ахмид заменила его в качестве клавишника. Позже Пауэлл станет играть на живых выступлениях группы Anathema и полноправным участником группы Cradle of Filth через два года после выхода альбома 34.788 %…Complete.

## Запись
Альбом был записан в студии Academy в Дьюсбери, что в Уэст-Йоркшире в 1998 году. Сведение альбома проходило в студии Chapel в Линкольне летом 1998 года. Интерлюдия произнесённых слов в середине песни «The Whore, the Cook and the Mother» основана на методе допроса репликанта из фильма «Бегущий по лезвию». Вопросы задаются на кантонском языке и в обратную сторону, и можно услышать ответы вокалиста Аарона Стейнторпа.

## Композиция и музыка
С новым составом в октябре 1998 года My Dying Bride выпустили свой пятый студийный альбом 34.788 %…Complete. Название альбома было придумано гитаристом Кэлвином Робертшоу: ему во сне сказали, что Бог даровал человечеству определённое количество жизни на Земле, и что на сегодняшний день было потрачено 34,788 %. В музыкальном плане альбом был гораздо более экспериментальным, чем любой из их предыдущих релизов. Вокальный стиль был неструктурированным, и больше внимания уделялось клавишным, которые заполняли фон гораздо больше, чем гитары. Аарон Стейнторп сказал об альбоме, что в основном это были их самые безумные идеи, которые они теперь хотели записать раз и навсегда. Вследствие этого к релизу было неоднозначное отношение, так как он был хорошо принят критиками, но многие поклонники отнеслись к альбому более скептически.

## Список композиций
Все тексты написаны Аароном Стейнторпом, вся музыка написана участниками группы My Dying Bride.
| №                   | Название                              | Длительность |
| ------------------- | ------------------------------------- | ------------ |
| 1.                  | «The Whore, the Cook and the Mother»  | 12:00        |
| 2.                  | «The Stance of Evander Sinque»        | 5:31         |
| 3.                  | «Der Überlebende»                     | 7:39         |
| 4.                  | «Heroin Chic»                         | 8:03         |
| 5.                  | «Apocalypse Woman»                    | 7:38         |
| 6.                  | «Base Level Erotica»                  | 9:55         |
| 7.                  | «Under Your Wings and into Your Arms» | 5:57         |
| Общая длительность: | Общая длительность:                   | 56:42        |

| №                   | Название            | Длительность |
| ------------------- | ------------------- | ------------ |
| 8.                  | «Follower»          | 5:12         |
| Общая длительность: | Общая длительность: | 61:54        |

## Участники записи
My Dying Bride
- Аарон Стейнторп — вокал
- Эндрю Крэйган — гитара
- Кэлвин Робертшоу — гитара, сведение
- Эдриан Джексон — бас-гитара
- Билл Лоу — барабаны

Производственный персонал
- Роберт «Магз» Магулаган — продюсер, сведение, звукорежиссёр
- Джеймс Андерсон — звукорежиссёр
- Стиви Клоу — звукорежиссёр